# Comté de Queens (Île-du-Prince-Édouard)
Pour les articles homonymes, voir Comté de Queens.
Le comté de Queens est un des trois comtés de l'Île-du-Prince-Édouard qui se trouve dans la partie centrale de l'île. Le comté est divisé par l'estuaire de la rivière Hillsborough, un bras de mer qui divise le comté et la province. C'est le comté le plus riche et le plus peuplé de la province de l'Île-du-Prince-Édouard.
Le paysage du comté varie des rivages pittoresques avec des falaises de grès, des plages de sable et des baies renfermées du golfe du Saint-Laurent et du détroit de Northumberland, aux grandes fermes de l'intérieur de l'île. La topographie change de terrains plats à des terrains de collines dans le centre connu sous le nom de "Bonshaw Hills".
Le comté a été nommé par Samuel Holland en 1765 pour la reine Charlotte (1744-1818), l'épouse du roi George III. Le siège du comté de Queens est Charlottetown. Charlottetown fut choisi comme capitale coloniale à cause de sa situation centrale.
Aujourd'hui, l'étalement urbain s'étend de Charlottetown au centre du comté; plusieurs parties rurales du comté dans la division de recensement de Charlottetown et même plus loin, se sentent forcées à se subdiviser et devenir des banlieues et des exurbs.

## Démographie
| 2001   | 2006   | 2011   | 2016   |
| ------ | ------ | ------ | ------ |
| 71 619 | 72 744 | 77 866 | 82 017 |

## Communautés
- Cités
  - Charlottetown
- Villes
  - Cornwall
  - North Rustico
  - Stratford
- Municipalités rurales
  - Afton
  - Alexandra
  - Belfast
  - Bonshaw
  - Brackley
  - Breadalbane
  - Clyde River
  - Crapaud
  - Darlington
  - Hampshire
  - Hazelbrook
  - Hunter River
  - Kingston
  - Malpeque Bay
  - Meadowbank
  - Miltonvale Park
  - Mount Stewart
  - New Haven-Riverdale
  - North Shore
  - North Wiltshire
  - Union Road
  - Victoria
  - Warren Grove
  - West River
  - York
- Municipalité de villégiature 
  - Resort Municipality
- Réserves indiennes
  - Rocky Point 3
  - Scotchfort 4

## Référence
- « Profils des communautés de 2001 » (consulté le 25 avril 2009)

1. ↑  Selon le recensement de StatCan
2. ↑  « Statistique Canada - Profils des communautés de 2006 - Comté de Queens (Île-du-Prince-Édouard) » (consulté le 15 août 2012)
3. ↑  « Statistique Canada - Profils des communautés de 2016 - Comté de Queens » (consulté le 19 février 2020)